# Mine de Kothagudem
La mine de Kothagudem est une mine à ciel ouvert de charbon située en Inde,.